# Volodymyr Koroliouk
Pour les articles homonymes, voir Koroliouk.
Volodymyr Semenovych Koroliouk (ukrainien : Володимир Семенович Королюк, né le 19 août 1925, mort le 4 avril 2020) est un mathématicien ukrainien et soviétique qui a apporté des contributions significatives à la théorie des probabilités et à ses applications, académicien de l'Académie nationale des sciences d'Ukraine (1976).

## Formation et carrière
Korolyuk est né à Kiev en 1925. Il obtient son doctorat en 1954 à l'Université d'état de Kiev en Ukraine, avec une thèse intitulée « Kolmogorov-Smirnov tests », sous la direction de Boris Vladimirovich Gnedenko.
Entre 1949 et 2005, Volodymyr Koroliouk a publié plus de 300 articles et 22 monographies. Il est décédé à Kiev en avril 2020 à l'âge de 94 ans .

## Récompenses et honneurs
Volodymyr Korolyuk a reçu de nombreux prix scientifiques :
- Prix Krylov de l'Académie nationale des sciences d'Ukraine, 1976
- Prix d'État de la République socialiste soviétique d'Ukraine, 1978
- Prix Glushkov de l'Académie nationale des sciences d'Ukraine, 1988
- Prix Bogolyubov de l'Académie nationale des sciences d'Ukraine, 1995
- Médaille Ostrogradsky, 2002
- Prix d'État de l'Ukraine, 2003